# Catonia sanctae-luciae
Catonia sanctae-luciae är en insektsart som beskrevs av Ronald Gordon Fennah 1950. Catonia sanctae-luciae ingår i släktet Catonia och familjen vedstritar. Inga underarter finns listade i Catalogue of Life.